# ローマ略奪 (410年)

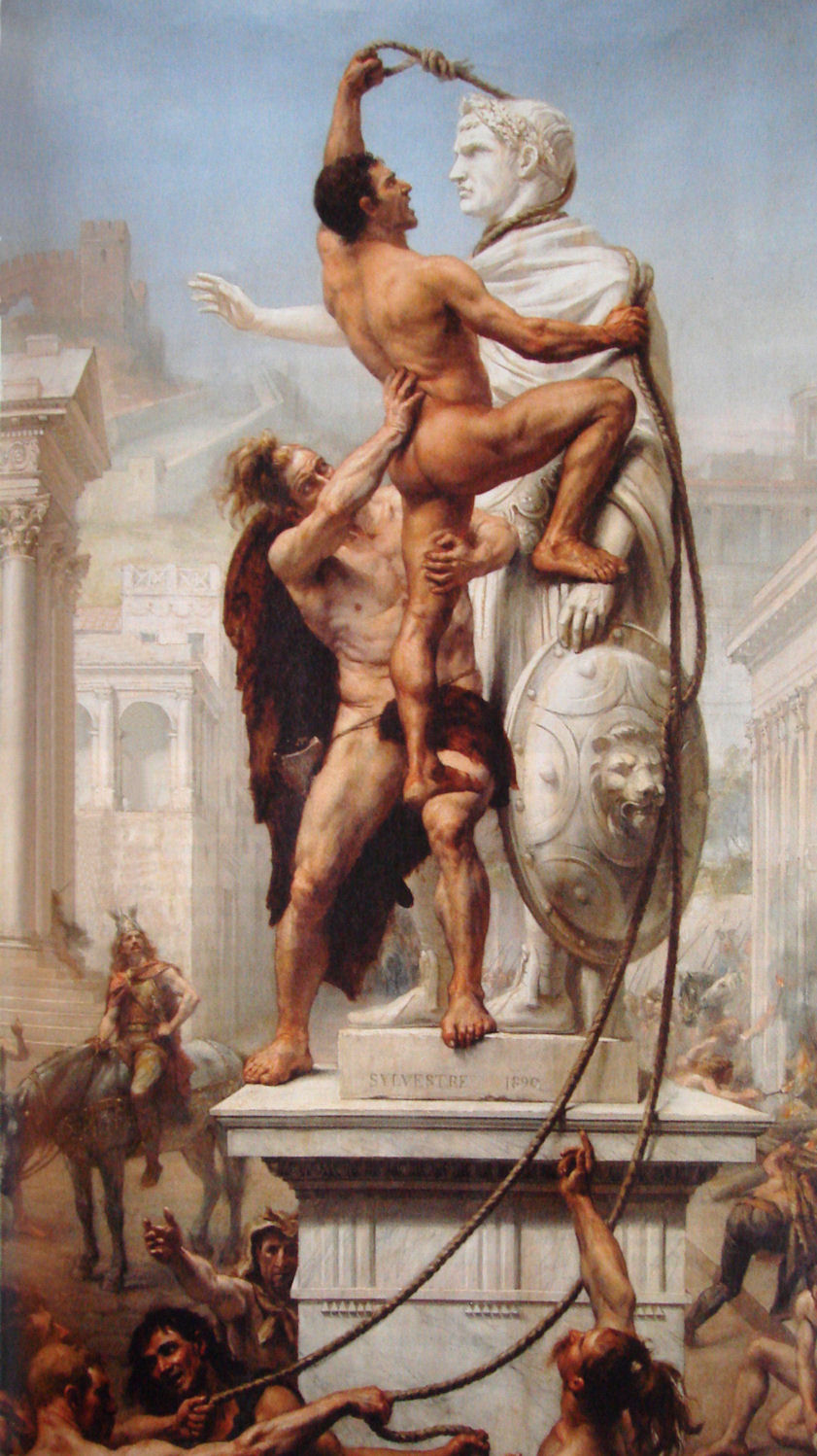
ジョセフ＝ノエル・シルヴェストル画 『ローマ略奪』

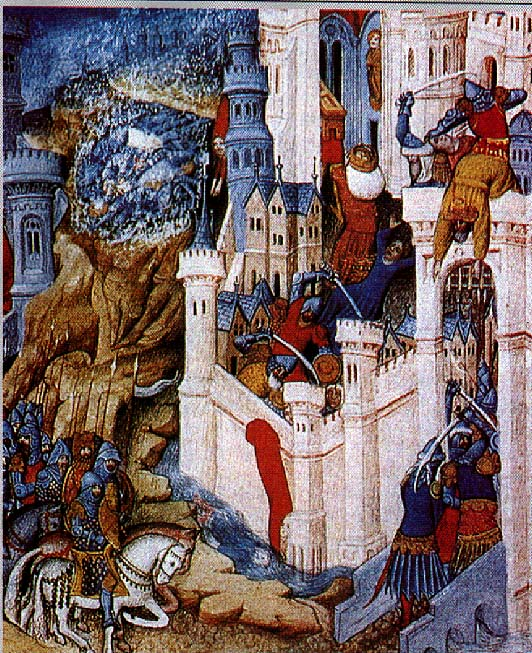
15世紀の絵画 『ローマ略奪』

ローマ略奪（ローマりゃくだつ、英語: Sack of Rome）とは、410年8月24日に起こった、アラリック1世率いる西ゴート族が西ローマ帝国のローマを侵攻・陥落させ、市内を略奪した事件を指す。ローマ劫掠（ごうりゃく）と訳されることもある。
西ローマ帝国の首都は402年以降ラヴェンナに置かれており、都市ローマは帝国の首都ではなかったものの、「永遠の都」としての象徴的地位にはあった。紀元前387年にアッリアの戦いでローマ略奪が行われて以来、およそ800年にわたって外敵による直接侵攻とは無縁であった都市ローマが陥落したことは、帝国内外に大きな動揺をもたらした。当時ベツレヘムに滞在中の聖職者であり神学者でもあったヒエロニムスは、この事件を聞き及び「全世界を収奪し続けたローマが、外敵から収奪されている」と記したとされている。

## 概要

### 西ゴート族侵入からローマ略奪まで
375年、フン族に脅かされた西ゴート族はドナウ川を越えローマ帝国の領域に侵入した。一旦この移住を容認したローマ帝国側だが、378年に皇帝ウァレンス（在位 364年 - 378年）はこれを撃退することを決意しハドリアノポリスの戦いに訴えるが、ローマ軍は敗退し皇帝も殺される。ウァレンスの後を継いだ皇帝テオドシウス1世（在位 379年 - 395年）は、382年に西ゴート族と和平条約を結び、同盟者として帝国内に定住することを認めた。
395年にテオドシウス1世が没し、帝国が2分され東ローマ帝国初代皇帝となったアルカディウス（在位 395年 - 408年）は、先帝が結んだ西ゴート族への給付金の約束を違えた。これに対して、西ゴート族は新たに王となったアラリック1世（在位 395年 - 410年）のもと反乱を起こす。アラリック1世率いる西ゴート族の軍勢は、395年よりバルカン半島の諸都市を襲撃し莫大な賠償金を得る。その阻止に向かった西ローマ帝国の将軍スティリコの追撃を躱（かわ）したアラリック1世は、400年にイタリア半島北部に軍勢を進める。西ローマ帝国初代皇帝ホノリウス（在位 395年 - 423年）はミラノの宮殿を捨ててラヴェンナに避難したが、再びスティリコにより西ゴート族は撃退される。
406年、ゲルマン民族のうちヴァンダル族・アラン族・スエビ族がライン川を越えて西ローマ帝国のガリアに侵入し略奪を行い、イベリア半島へ向かった。408年にスティリコを処刑したホノリウス帝はアラリック1世に対して講和と同盟軍に加わることを求めるとともに、アラリック1世に対し賠償金を払うことを約束した。しかし、この講和条件を拒否しアラリック1世は再びイタリア半島を襲撃する。

### ローマ略奪

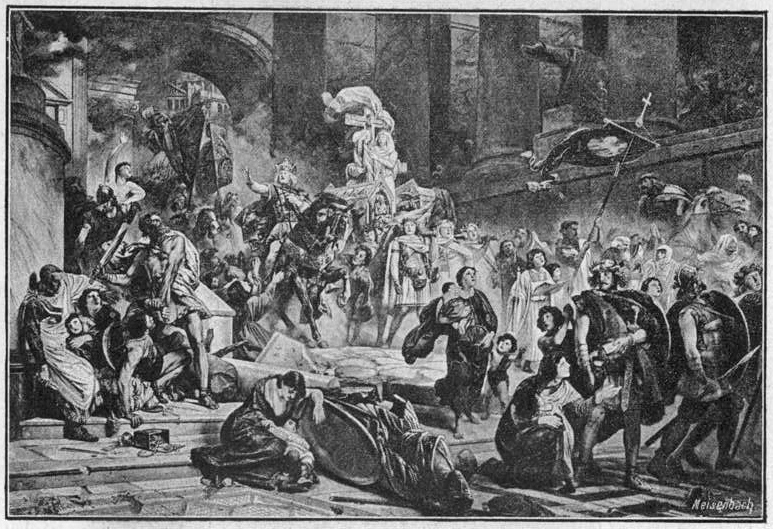
ローマ市内に攻め込む西ゴートの軍勢

アラリック1世は再びイタリア半島を襲撃。ホノリウス帝が待ち受ける首都ラヴェンナには向かわず、直接ローマに進撃する。皇帝はいなくても西方の富の大部分は集中し、100万の市民を抱え富裕貴族の豪奢な生活ぶりは到底他の都市に及ぶところではなかった。4万の西ゴート軍に包囲されたローマは糧食が尽き飢餓に苦しんだ。ローマは止むを得ず特使を派遣して和平交渉し、巨額の賠償金を払うことで包囲を解くことを約束させたが皇帝の了承を得られず、ラヴェンナの宮廷の協定違反行為から失敗した。
そして410年8月24日、ついに西ゴートの軍勢はサラリア門からローマ市内に雪崩れ込み、3日に渡って市内を略奪した。帝国を象徴する多くの公共施設が略奪にあい、アウグストゥス廟やハドリアヌス廟など歴代皇帝の墓所も暴かれ遺灰壺も破壊された。ラテラノ宮殿からはコンスタンティヌス1世が寄贈した銀製の聖体容器が奪われた。動かすことのできる価値あるものは市内全域から持ち去られたが、建物自体が大きく破壊されたのはフォルム・ロマヌムの元老院議場付近とサラリア門付近に限定されていた。サラリア門近くのサッルスティウス庭園は破壊され二度と再建されることはなかった。フォルム・ロマヌムのバシリカ・アエミリアおよびバシリカ・ユリアもこの時焼け落ちた。破壊を逃れたのは教会関係の施設だけだった。
住民の被害も大きく、皇帝の妹のガッラ・プラキディアを含め多くが捕虜となり、その多くは奴隷として売り飛ばされたり、強姦・虐殺された。身代金を払って救われたのはごく僅かだった。難を逃れた住民は、遠くアフリカ属州に落ち延びた。

### その後

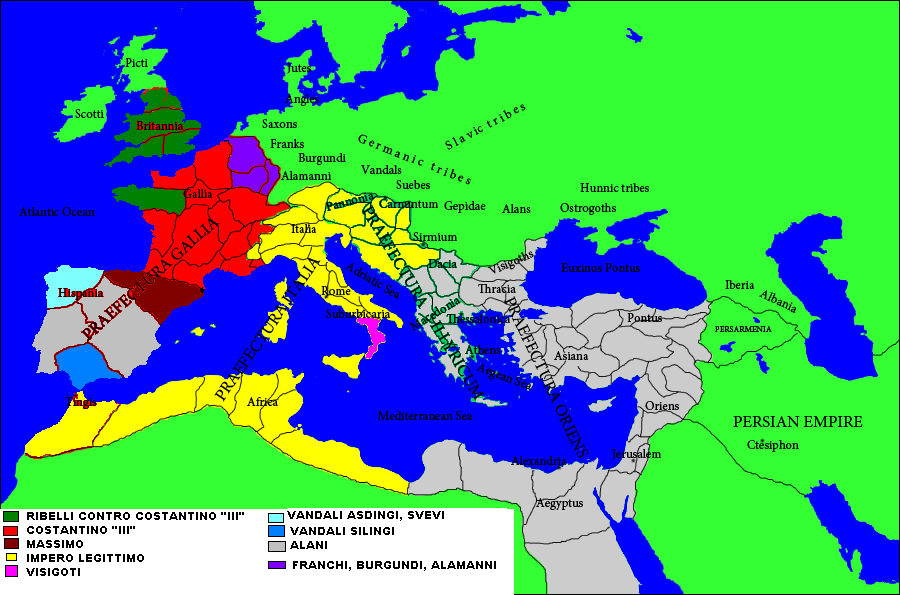
410年頃のヨーロッパ。黄色が西ローマ帝国

ローマでの3日間の略奪後、アラリック1世は略奪した金品と捕虜を伴い南に向かった。捕虜の中にはホノリウス帝の妹ガッラ・プラキディアも含まれていた。西ゴート族の軍勢はカンパニア地方・ルカニア地方・カラブリア地方を縦断・襲撃し、ノーラやカプアも略奪にあったと言われている。イタリア半島南端にまで進軍したが、調達した船が嵐で沈没したため、メッシーナ海峡を渡りシキリア属州やアフリカ属州に達することは出来なかった。同年、ローマ略奪の数カ月後、コゼンツァでアラリック1世が病没する。後継の王にはアラリック1世の義兄弟アタウルフ（在位 410年 – 415年）が選ばれた。412年、アタウルフは西ゴート軍勢を率いてイタリア半島を北へ向かい、アルプス山脈を越えてガリアに乱入する。414年、アタウルフは捕虜としていたホノリウス帝の妹ガッラ・プラキディアとローマ式の結婚をした。この結婚はゴート人やローマ人の関心を引き、ローマ帝国をゴート族のものにしようという意思がないこと、むしろゴート族の力で帝国の刷新を試みるアタウルフの意志を示す結果となった。結婚の1年後、アタウルフは死去する。415年、ガリアで西ゴート王国（415年 - 711年）が建国される。その後、西ゴート王国と西ローマ帝国は基本的に友好な姿勢を保った。